# سعید شیبه
سعید شیبه (عربی: سعید شیبا؛ زادهٔ ۲۸ سپتامبر ۱۹۷۰) یک بازیکن فوتبال اهل مراکش است.
وی در تیم ملی فوتبال مراکش ۴۰ بازی انجام داده است و عضو این تیم در جام جهانی فوتبال ۱۹۹۸ بوده است.